# دينيس غري
دينيس غري (بالإنجليزية: Dennis Grey)‏  (و. 1947  م) هو لاعب كرة السلة، من الولايات المتحدة، ولد في سان دييغو، كاليفورنيا، يلعب كلاعب الوسط (كرة سلة).

## التعليم
تعلم في Alliant International University ‏.

## روابط خارجية
- دينيس غري على موقع سبورتس رفرنس (الإنجليزية)
- دينيس غري على موقع بروبوليرز (الإنجليزية)